# Mesoporoiulus maximus
Mesoporoiulus maximus är en mångfotingart som beskrevs av Karl Wilhelm Verhoeff 1929. Mesoporoiulus maximus ingår i släktet Mesoporoiulus och familjen kejsardubbelfotingar. Inga underarter finns listade i Catalogue of Life.